# Rajković
Rajković es un pueblo ubicado en el municipio de Mionica, distrito de Kolubara, Serbia.

## Superficie
Cuenta con una superficie de 9,192 kilómetros cuadrados.

## Demografía
Hasta 2022 la población era de 259 habitantes, con una densidad de población de 28,18 habitantes por kilómetro cuadrado.
| 747                                                             | 735 | 694 | 599 | 508 | 429 | 350 | 302 | 259 |
| (Fuente: Population statistics of Eastern Europe & former USSR) |     |     |     |     |     |     |     |     |